# La casa stregata (racconto)
La casa stregata o La casa evitata è un racconto horror scritto da H.P. Lovecraft nel 1924 ma pubblicato solamente nell'ottobre del 1937 sulla rivista Weird Tales.

## Trama
Da anni il protagonista e suo zio, il Dott. Elihu Whipple, affascinati dalla vecchia casa in Benefit Street, raccolgono informazioni riguardanti le strane morti avvenute negli anni a coloro che ci hanno abitato.

## Riferimenti nella cultura di Massa
In Fallout 4 una miniera di nome Dunwich Borers contiene citazioni dal romanzo: nel punto più profondo si trova la testa di una statua, ovvero il gigante sotto la casa, ed il personaggio mentre esplorerà i vari tunnel avrà allucinazioni, riferimento alle visioni che colpivano gli occupanti della casa.

## Ispirazione
La casa stregata si basa su una vera casa di Providence a Rhode Island, negli Stati Uniti, ancora in piedi, costruita intorno al 1763 al 135 Benefit Street: Lovecraft aveva familiarità con la casa perché la zia, Lillian Clark, ci abitò nel 1919-20 come dama di compagnia della signora HC Babbit. Ma fu un'altra casa a Elizabeth nel New Jersey, che in realtà ispirò il racconto. Come scrisse in una lettera: